# Réz(II)-szulfid
A réz(II)-szulfid egy szervetlen vegyület, amelynek a képlete CuS. Fekete színű por. Vízben gyakorlatilag oldhatatlan, oldhatósági szorzata körülbelül 10-36. Az elektromos áramot vezeti.

## Kémiai tulajdonságai
Vízben nem oldódik, de ha tömény salétromsavval főzik, feloldható. Lúgok sem oldják. Hevítés hatására elbomlik, réz(II)-oxid keletkezik és kén-dioxid fejlődik.

## Előfordulása a természetben
A természetben megtalálható ásványként, ennek neve covellin (vagy kovellin, rézindigó). Ez az ásvány hatszöges szerkezetű, sötétkék színű kristályokat alkot. Viszonylag gyakori ásvány.

## Előállítása
A réz(II)-szulfid mesterségesen előállítható, ha rézsók oldatához kén-hidrogént vagy vízben oldódó szulfidokat adnak. Ekkor fekete színű csapadékként válik ki. Előállítható száraz úton is, ekkor megolvasztott kénhez rézforgácsot adnak.

## Felhasználása
A réz(II)-szulfidot pigmentként használják olajfestékek készítésekor. Rezet is előállítanak belőle.